# Граница между САЩ и Канада
Границата между САЩ и Канада е най-дългата граница между 2 държави, която не е охранявана.
Сухопътната граница е дълга 8891 км (или 5522 мили), включва малки морски участъци в Атлантическия и Тихия океан и крайбрежието на Големите езера (Great Lakes), както и границата с Аляска, която е 2477 км (или 1539 мили).
Американските щати, които граничат с Канада, от запад на изток са: Аляска, Вашингтон, Айдахо, Монтана, Северна Дакота, Минесота, Мичиган, Охайо, Пенсилвания, Ню Йорк, Върмонт, Ню Хампшър и Мейн.
Канадските територии и провинции, които граничат със САЩ, от запад на изток са: Юкон (с Аляска), Британска Колумбия, Алберта, Саскачеван, Манитоба, Онтарио, Квебек и Ню Брънзуик.
След Атентатите от 11 септември охраната по международната границата се затяга и от двете страни.